# Canoë-kayak aux Jeux olympiques d'été de 2012 - K1 200 mètres femmes
Navigation
Rio de Janeiro 2016
L'épreuve féminine du K1 200 mètres des Jeux olympiques d'été 2012 de Londres se déroule au Dorney Lake, du 10 au 11 août 2012.

## Format de la compétition
« La compétition débute avec trois éliminatoires. Les cinq meilleurs bateaux de chaque éliminatoire ainsi que le sixième plus rapide sont qualifiés pour deux demi-finales et les autres sont éliminés. Les quatre meilleurs bateaux de chaque demi-finale se qualifient pour la finale A et les autres pour la finale B. »

## Programme
Tous les temps correspondent à l'UTC+1
| Date                  | Horaire         | Manche              |
| --------------------- | --------------- | ------------------- |
| Vendredi 10 août 2012 | 10 h 12 11 h 30 | Séries Demi-finales |
| Samedi 11 août 2012   | 10 h 14         | Finale              |

## Résultats

### Séries

#### Série 1
| Rang | Athlète                | Pays             | Temps    | Notes |
| ---- | ---------------------- | ---------------- | -------- | ----- |
| 1    | Natasa Dusev-Janics    | Hongrie          | 41 s 221 | Q, OB |
| 2    | Lisa Carrington        | Nouvelle-Zélande | 41 s 401 | Q     |
| 3    | Natalia Lobova         | Russie           | 42 s 447 | Q     |
| 4    | Henriette Hansen       | Danemark         | 42 s 866 | Q     |
| 5    | Émilie Fournel         | Canada           | 43 s 117 | Q     |
| 6    | Carrie Johnson         | États-Unis       | 43 s 355 | Q     |
| 7    | Norma Murabito         | Italie           | 43 s 820 |       |
| 8    | Geraldine Lee Wei Ling | Singapour        | 45 s 552 |       |

#### Série 2
| Rang | Athlète                | Pays            | Temps    | Notes |
| ---- | ---------------------- | --------------- | -------- | ----- |
| 1    | María Teresa Portela   | Espagne         | 41 s 263 | Q     |
| 2    | Marta Walczykiewicz    | Pologne         | 42 s 290 | Q     |
| 3    | Nikolina Moldovan      | Serbie          | 42 s 383 | Q     |
| 4    | Jess Walker            | Grande-Bretagne | 42 s 388 | Q     |
| 5    | Darisleydis Amador     | Cuba            | 42 s 761 | Q     |
| 6    | Zhou Yu                | Chine           | 42 s 885 | Q     |
| 7    | Arezou Hakimimoghaddam | Iran            | 44 s 576 |       |

#### Série 3
| Rang | Athlète           | Pays           | Temps    | Notes |
| ---- | ----------------- | -------------- | -------- | ----- |
| 1    | Inna Osypenko     | Ukraine        | 42 s 119 | Q     |
| 2    | Sofia Paldanius   | Suède          | 42 s 596 | Q     |
| 3    | Teresa Portela    | Portugal       | 42 s 673 | Q     |
| 4    | Silke Hörmann     | Allemagne      | 42 s 697 | Q     |
| 5    | Natalya Sergeyeva | Kazakhstan     | 43 s 257 | Q     |
| 6    | Ivana Kmeťová     | Slovaquie      | 43 s 445 | Q     |
| 7    | Tiffany Kruger    | Afrique du Sud | 46 s 122 |       |

#### Série 4
| Rang | Athlète               | Pays        | Temps    | Notes |
| ---- | --------------------- | ----------- | -------- | ----- |
| 1    | Shinobu Kitamoto      | Japon       | 42 s 007 | Q     |
| 2    | Alana Nicholls        | Australie   | 42 s 453 | Q     |
| 3    | Jenni Mikkonen        | Finlande    | 42 s 656 | Q     |
| 4    | Špela Ponomarenko     | Slovénie    | 42 s 884 | Q     |
| 5    | Marharyta Tsishkevich | Biélorussie | 43 s 841 | Q     |
| 6    | Yuliya Borzova        | Ouzbékistan | 44 s 872 | Q     |
| 7    | Afef Ben Ismaïl       | Tunisie     | 48 s 998 |       |

### Demi-finales

#### Demi-finale 1
| Rang | Athlète              | Pays             | Temps    | Notes |
| ---- | -------------------- | ---------------- | -------- | ----- |
| 1    | Lisa Carrington      | Nouvelle-Zélande | 40 s 528 | Q, OB |
| 2    | María Teresa Portela | Espagne          | 40 s 898 | Q     |
| 3    | Inna Osypenko        | Ukraine          | 41 s 360 | q     |
| 4    | Jenni Mikkonen       | Finlande         | 41 s 859 |       |
| 5    | Špela Ponomarenko    | Slovénie         | 42 s 209 |       |
| 6    | Zhou Yu              | Chine            | 42 s 279 |       |
| 7    | Natalya Sergeyeva    | Kazakhstan       | 42 s 602 |       |
| 8    | Carrie Johnson       | États-Unis       | 43 s 321 |       |

#### Demi-finale 2
| Rang | Athlète               | Pays            | Temps    | Notes |
| ---- | --------------------- | --------------- | -------- | ----- |
| 1    | Natalia Lobova        | Russie          | 41 s 413 | Q     |
| 2    | Jess Walker           | Grande-Bretagne | 41 s 734 | Q     |
| 3    | Shinobu Kitamoto      | Japon           | 41 s 816 |       |
| 4    | Nikolina Moldovan     | Serbie          | 42 s 394 |       |
| 5    | Ivana Kmeťová         | Slovaquie       | 42 s 510 |       |
| 6    | Sofia Paldanius       | Suède           | 42 s 688 |       |
| 7    | Henriette Hansen      | Danemark        | 42 s 821 |       |
| 8    | Marharyta Tsishkevich | Biélorussie     | 42 s 821 |       |

#### Demi-finale 3
| Rang | Athlète             | Pays        | Temps    | Notes |
| ---- | ------------------- | ----------- | -------- | ----- |
| 1    | Natasa Dusev-Janics | Hongrie     | 40 s 570 | Q     |
| 2    | Marta Walczykiewicz | Pologne     | 40 s 905 | Q     |
| 3    | Teresa Portela      | Portugal    | 41 s 562 | q     |
| 4    | Alana Nicholls      | Australie   | 41 s 595 |       |
| 5    | Darisleydis Amador  | Cuba        | 41 s 949 |       |
| 6    | Silke Hörmann       | Allemagne   | 42 s 005 |       |
| 7    | Émilie Fournel      | Canada      | 43 s 030 |       |
| 8    | Yuliya Borzova      | Ouzbékistan | 44 s 426 |       |

### Finales

#### Finale A
| Rang                                | Athlète              | Pays             | Temps    | Notes |
| ----------------------------------- | -------------------- | ---------------- | -------- | ----- |
| Médaille d'or, Jeux olympiques      | Lisa Carrington      | Nouvelle-Zélande | 44 s 638 |       |
| Médaille d'argent, Jeux olympiques  | Inna Osypenko        | Ukraine          | 45 s 053 |       |
| Médaille de bronze, Jeux olympiques | Natasa Dusev-Janics  | Hongrie          | 45 s 128 |       |
| 4                                   | María Teresa Portela | Espagne          | 45 s 326 |       |
| 5                                   | Marta Walczykiewicz  | Pologne          | 45 s 326 |       |
| 6                                   | Natalia Lobova       | Russie           | 45 s 961 |       |
| 7                                   | Jess Walker          | Grande-Bretagne  | 46 s 161 |       |
| 8                                   | Teresa Portela       | Portugal         | 46 s 549 |       |

#### Finale B
| Rang | Athlète            | Pays      | Temps    | Notes |
| ---- | ------------------ | --------- | -------- | ----- |
| 9    | Jenni Mikkonen     | Finlande  | 44 s 643 |       |
| 10   | Špela Ponomarenko  | Slovénie  | 44 s 953 |       |
| 11   | Nikolina Moldovan  | Serbie    | 45 s 064 |       |
| 12   | Darisleydis Amador | Cuba      | 45 s 099 |       |
| 13   | Shinobu Kitamoto   | Japon     | 45 s 387 |       |
| 14   | Ivana Kmeťová      | Slovaquie | 45 s 556 |       |
| 15   | Silke Hörmann      | Allemagne | 45 s 686 |       |
| 16   | Alana Nicholls     | Australie | 45 s 819 |       |

## Sources
- Le site officiel du Comité international olympique
- Site officiel de Londres 2012